# Drapeau du territoire sous tutelle des îles du Pacifique
Vous lisez un « article de qualité » labellisé en 2022.
Le drapeau du Territoire sous tutelle des îles du Pacifique (TTIP) est l'emblème de ce Territoire, formé de six districts insulaires du nord-ouest du Pacifique, et placé par l'Organisation des Nations unies sous la tutelle des États-Unis en 1947. Le drapeau fut en usage de 1962 à 1987.
La question d'un drapeau spécifique au TTIP apparaît pour la première fois fin septembre 1947, parce que les bateaux autochtones ne pouvaient légalement arborer le drapeau des États-Unis. En février 1950, un premier concours est lancé pour le choix du drapeau, mais il ne rencontre pas de succès. Les habitants craignent que l'adoption d'un drapeau autonome ne serve de prétexte à un affaiblissement des liens économiques avec les Américains, voire qu'il ne devienne un obstacle à une future intégration au sein des États-Unis, souhaitée par les populations des îles Mariannes du Nord.
Un deuxième concours est organisé en octobre 1961 par le Département de l'Intérieur des États-Unis. La proposition gagnante de Gonzalo Santos, est adoptée par le Conseil de Micronésie le 3 octobre 1962, et officialisé par un vote au Congrès de Micronésie et par le haut-commissaire du TTIP en juillet 1965. Le drapeau cesse d'être utilisé le 10 juillet 1987 avec la dissolution du TTIP et l'indépendance ou l'union des anciens districts avec les États-Unis.
Inspiré du drapeau de l'ONU, le drapeau figure sur un champ bleu représentant la liberté et la loyauté, un cercle de six étoiles blanches symbolisant la paix et les six districts du Territoire, les Palaos, les Îles Marshall, les Îles Mariannes du Nord, Yap, Chuuk et Pohnpei. Le drapeau des États fédérés de Micronésie est issu de celui du TTIP.

## Historique

### De multiples puissances occupantes
Les îles Carolines sont visitées le 1er octobre 1525 par le Portugais Diogo da Rocha mais elles sont revendiquées par l'Espagnol Álvaro de Saavedra le 1er janvier 1528 au nom du roi Charles II d'Espagne. Elles sont alors administrées depuis Manille aux Philippines au sein des Indes orientales espagnoles. Après sa défaite lors de la guerre hispano-américaine en 1898, l'Espagne perd sa flotte navale et de larges portions des Indes orientales. N'ayant plus la capacité de gouverner les îles Carolines, elle les vend à l'Allemagne le 12 février 1899 pour 17 millions de marks. Celle-ci les intègre à la Nouvelle-Guinée allemande. Au début de la Première Guerre mondiale, le Japon les occupe le 7 octobre 1914. Le 17 décembre 1920, la Société des Nations confie les îles au Japon. C'est le début du Mandat des îles du Pacifique qui s'achève dans les faits avec l'occupation américaine commencée le 20 septembre 1944. Le mandat est officiellement révoqué le 18 juillet 1947 par l'Organisation des Nations unies et les îles, devenues le Territoire sous tutelle des îles du Pacifique, sont confiées à la garde des États-Unis.
Avant l'instauration d'un drapeau du Territoire, le drapeau des Nations unies est fréquemment hissé aux côtés du drapeau des États-Unis d'Amérique, d'abord dans une version à 48 étoiles jusqu'au 3 juillet 1959, à 49 étoiles jusqu'au 3 juillet 1960 puis à 50 étoiles jusqu'au 30 novembre 1978, en raison de l'augmentation du nombre d’États américains. La présence du drapeau des Nations unies inquiète, pendant les premières années du TTIP, les populations qui y voient un signe que le Territoire n'est pas une partie des États-Unis. Un effort éducatif pour expliquer la nature du mandat américain est alors entrepris.

Drapeau des États-Unis à partir du 4 juillet 1960.
Drapeau de l'ONU utilisé dans le TTIP.

### Un premier concours au résultat avorté
La question d'un drapeau pour le Territoire sous tutelle des îles du Pacifique (TTIP) apparaît pour la première fois le 29 septembre 1947 quand le Secrétaire de la Navy déclare que les statuts existants du TTIP ne permettent pas aux bateaux opérés ou possédés par des autochtones d'arborer le drapeau des États-Unis. Le 9 décembre 1948, le Haut-Commissaire adjoint du TTIP déclare que la possession d'un drapeau améliorerait le prestige du Territoire et transmet une proposition de dessin à son supérieur. Il y est figuré l'écu du Grand sceau des États-Unis et, comme signes distinctifs des îles, une feuille de cocotier, une pirogue à balancier et une colonne de pierre ancienne. Le Haut-Commissaire DeWitt Clinton Ramsey estime rapidement que le choix d'un drapeau est devenu nécessaire, mais aucune action n'est entreprise avant février 1950, lorsque son successeur Arthur W. Radford annonce la création d'un concours pour choisir le drapeau du TTIP et la somme de 100 $ pour récompenser l'auteur du dessin gagnant.

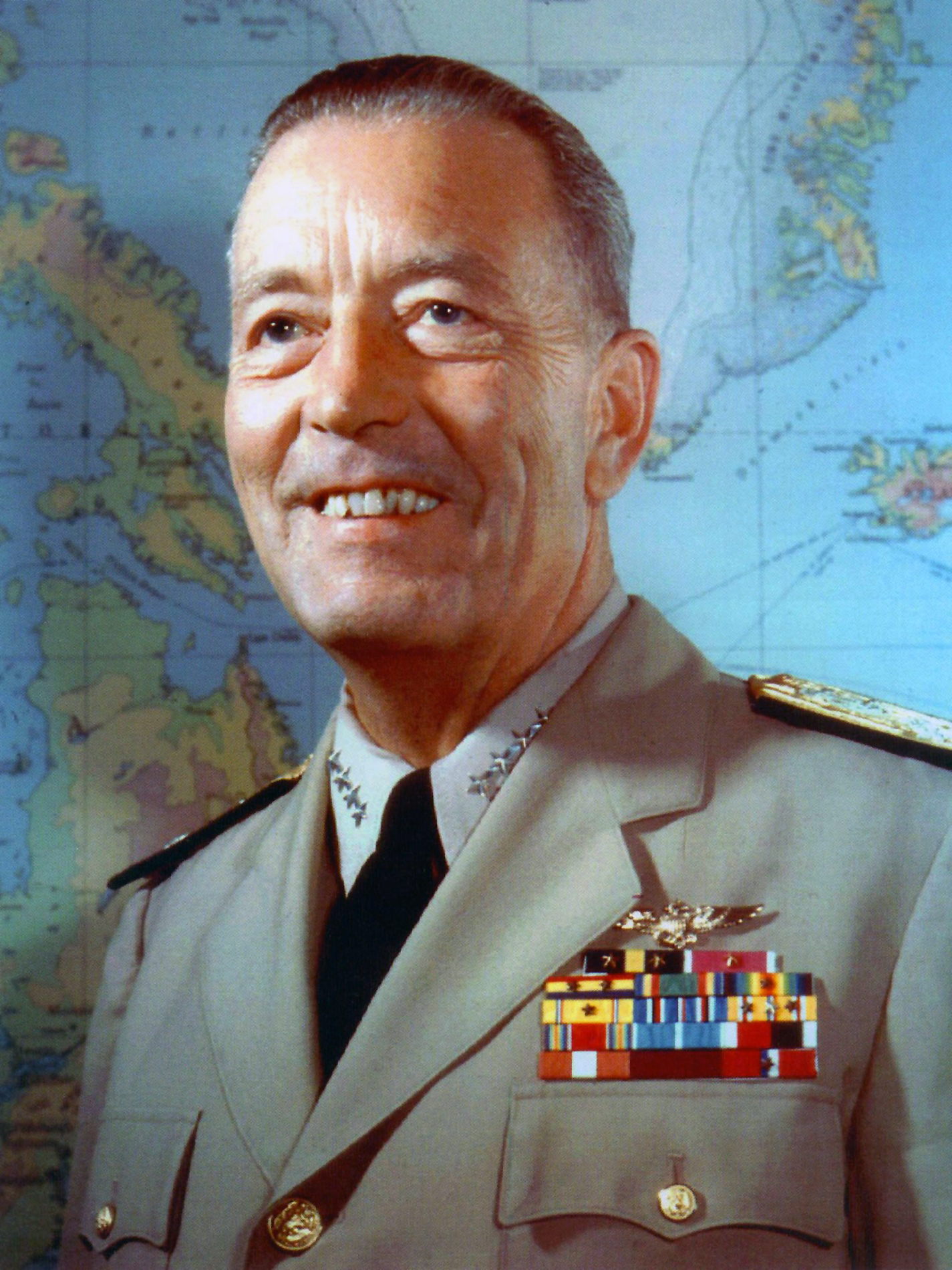
L'amiral Arthur Radford, Haut-commissaire du Territoire sous tutelle des îles du Pacifique de janvier 1949 à janvier 1951, à l'origine du concours.

Chaque district est chargé de soumettre trois propositions élaborées par des locaux. Tous les districts y participent hormis celui des Îles Marshall qui proteste contre le choix d'un drapeau. Les propositions sont ensuite envoyées à un comité d'étudiants de la Pacific Islands Teacher Training School (PITTS) qui doit en sélectionner trois. Peu enthousiastes quant aux dessins reçus, ceux-ci ajoutent à leur sélection un quatrième dessin de leur cru. Ces propositions sont renvoyées aux districts pour que des comités populaires fassent leur choix. Les Îles Marshall acceptent finalement de participer à cette étape du processus mais font part de leur désapprobation.
Les Marshallais craignent que l'adoption d'un drapeau pour le territoire ne signifie la fin de la tutelle américaine ou que leur identité se dissolve dans le TTIP en tant qu'ensemble. Dans leur ethnocentrisme, les Marshallais ont l'habitude de mépriser les autres Micronésiens. La création d'un drapeau est vécue comme un obstacle à l'intégration du TTIP aux États-Unis, qu'ils appellent de leurs vœux. Le sentiment que le choix d'un drapeau est un signe annonciateur d'un affaiblissement des liens avec les Américains est partagé par de nombreux autochtones. Une mission de visite des Nations unies sur place au printemps 1950, au moment même où les résultats sont connus et que deux drapeaux arrivent ex-æquo, s'en fait le réceptacle et reçoit notamment une pétition en ce sens de la communauté de l'île de Rota dans les îles Mariannes du Nord. L'administration n'est pas préparée à cette réaction généralisée contre l'utilisation d'un drapeau territorial. Le Conseil de Tutelle des Nations unies recommande à son retour à New York que le drapeau des Nations unies, celui des États-Unis et du TTIP s'il existe, flottent à travers tout le Territoire côte à côte. Le problème du drapeau n'est pas résolu en 1951 lorsque le Département de l'Intérieur des États-Unis prend le contrôle du TTIP à la place de la marine américaine.

### Un deuxième concours réussi
En octobre 1961, le bureau du secrétaire administratif assistant du Département de l'Intérieur annonce la mise en place d'un concours pour le choix d'un drapeau avec à la clef 300 $. La date limite est fixée au 31 décembre. Les deux meilleures propositions de chaque district sont récompensées d'un prix et sont soumises au Conseil de Micronésie. Le dessin gagnant est élaboré par Gonzalo Santos, né dans les îles Yap, mais habitant alors à Saipan dans les îles Mariannes du Nord, qui reçoit un prix de 250 $,,. Un prix de consolation de 50 $ est décerné à Enja Enos des îles Marshall, une élève de l'école primaire de Jaluit, qui a proposé un drapeau approchant.

Collecte des bulletins de vote des délégués du Conseil de Micronésie pour le concours de conception du drapeau du TTIP.

Le drapeau est adopté par le Conseil de Micronésie le 3 octobre 1962 à Koror dans le district des Palaos,. Il est hissé pour la première fois le 24 octobre 1962, à la Chalan Kanoa Elementary School à Saipan, capitale du TTIP, dans les Îles Mariannes du Nord, à l'occasion de la Journée des Nations unies,, au son de Patriots of Micronesia. Il y rejoint le drapeau des États-Unis et le drapeau des Nations unies.
Ce drapeau des TTIP est approuvé en juillet 1965 par le haut-commissaire du TTIP et par un vote au Congrès de Micronésie, et la loi l'instituant est promulguée le 19 août.
Le TTIP est dissous le 10 juillet 1987, le drapeau n'est donc plus en usage, et l'ONU acte la fin de la curatelle américaine sur les Palaos, les Îles Marshall et les États fédérés de Micronésie le 22 décembre 1990.

## Description

Drapeau du Territoire sous tutelle des îles du Pacifique employé de juillet 1965 à juillet 1987.

Inspiré du drapeau de l'ONU, le drapeau figure un cercle de six étoiles blanches pointant vers le haut sur un fond bleu clair,. Ces six étoiles symbolisent la paix et correspondent aux six districts, les Palaos, les Îles Marshall, les Îles Mariannes du Nord, ainsi que Yap, Truk (maintenant Chuuk) et Ponape (maintenant Pohnpei),. Le champ bleu représente la liberté et la loyauté. Le rapport entre la largeur du drapeau et la largeur d'une étoile doit être de 4 pour 1. À un moment indéterminé, avant la fin des années 1960, l'orientation des étoiles suit la courbure du cercle. La loi institue le format de 10:19 pour les usages officiels, mais le drapeau est généralement employé au format 3:5.
Du 1er avril 1976, date où les Îles Mariannes du Nord deviennent un territoire des États-Unis, à janvier 1977, lorsque le nouveau district de Kusaie (aujourd'hui Kosrae) est détaché de Ponape, le nombre de districts est de cinq. Cependant, le drapeau n'est pas modifié.
En décembre 1977, le district de Pohnpei adopte un drapeau qui reprend le symbole des six étoiles en cercle du drapeau des TTIP en l'appliquant au nombre d'îles et d'atolls principaux,. Le 12 juillet 1978, les anciens districts de Yap, Chuuk, Pohnpei et Kosrae adoptent une constitution commune qui aboutit le 10 mai 1979 à la création des États fédérés de Micronésie,. Auparavant, le 30 novembre 1978, le Congrès de Micronésie intérimaire a adopté pour le futur drapeau des États fédérés de Micronésie une réduction de six à quatre étoiles en prévision des départs du TTIP des Îles Marshall et des Palaos, effectifs le 1er mai 1979 et le 1er janvier 1981,.

Drapeau de l’État de Pohnpei de 1977 à 1992.
Drapeau des États fédérés de Micronésie.

## Réglementation

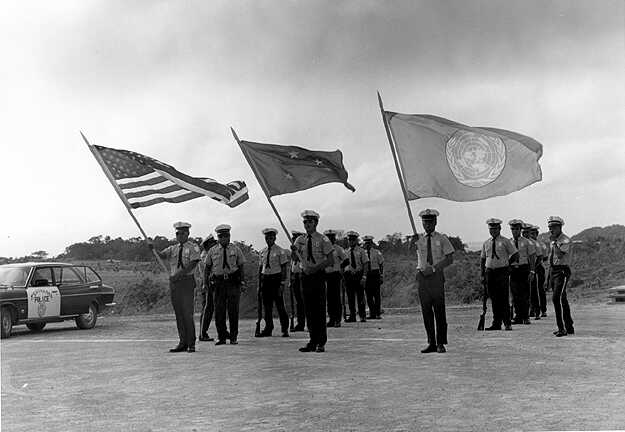
Police du district des Palaos accueillant la Mission de visite de l'ONU de 1973. Trois policiers tiennent des hampes porteuses, de gauche à droite, des drapeaux des États-Unis, du TTIP et des Nations Unies.

L'acte du Congrès de Micronésie fixe que le drapeau ne doit être arboré, en plein air, que du lever au coucher du soleil, uniquement sur les bâtiments, les hampes ou les drisses. Il est levé rapidement mais baissé cérémonieusement.
Lorsque le drapeau du TTIP est affiché avec le drapeau des États-Unis sur des mâts ou des hampes séparées, il doit être disposé à peu près au même niveau que ce dernier, à condition que le drapeau du TTIP occupe une position à gauche du drapeau des États-Unis, en regardant depuis le bâtiment ou la plate-forme. Lorsqu'il s'y ajoute le Drapeau des Nations unies, celui-ci doit occuper la position de gauche et celui du TTIP la position centrale. Si le drapeau des États-Unis est affiché plus haut que celui du TTIP et des Nations unies, le drapeau du TTIP doit occuper la position à droite du drapeau américain. Lorsque le drapeau du TTIP est arboré avec le drapeau américain sur un seul support, le drapeau du TTIP doit être disposé au-dessous. Le drapeau des Nations unies ne doit jamais être au-dessus du drapeau du TTIP. Lorsque le drapeau américain est mis en berne, celui du TTIP, même seul, doit être mis en berne.

## Perception du drapeau

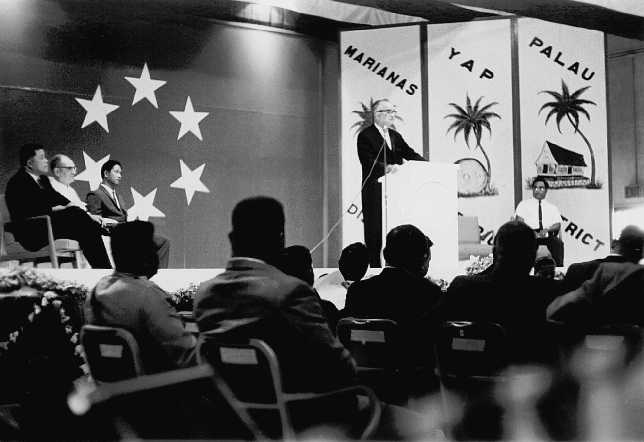
Le Haut-commissaire Norwood s'adressant au Congrès de Micronésie en 1966. Un drapeau du TTIP occupe la totalité d'un mur.

L'organisation du premier concours en 1950 est mal perçue par de nombreux habitants du TTIP qui craignent qu'elle n'augure de la fin de la tutelle américaine et des avantages qu'elle procure. Pour les Marshallais, en outre, un drapeau est un obstacle à l'intégration désirée du TTIP avec les États-Unis, perçue comme un élément unificateur des Micronésiens. « Sans quelque chose de plus grand, quelque chose de plus fort, quelque chose que chaque groupe culturel admire, un simple drapeau n'unifiera pas le peuple » proclament-ils.
La loi décrivant le drapeau — issu du deuxième concours — et la manière de le déployer est la première votée par le Congrès de Micronésie en juillet 1965. Elle témoigne d'un revirement dans les mentalités des peuples du TTIP. Lors de sa première session, le Congrès de Micronésie s'est avant tout intéressé à des problématiques concernant l'ensemble du Territoire, témoignant d'un intérêt non pas seulement restreint au territoire d'origine des sénateurs.
Au début de l'année 1978, l'absence temporaire du drapeau du TTIP sur le podium du président du Congrès de Micronésie Tosiwo Nakayama, en raison d'une erreur lors du réaménagement de l'ameublement, est le prétexte à une violente intervention de son adversaire politique le sénateur Nick Bossy. Ce dernier, ignorant la non intentionnalité, juge que cette absence est un choix, laisse entendre que le drapeau est un rappel important de ce que cela signifie d'être Micronésien et fait allusion à la couleur de peau plus claire de Tosiwo Nakayama, résultat d'origines étrangères, par rapport à la sienne.